# ستيف جونسون (لاعب كرة قاعدة)
ستيف جونسون (بالإنجليزية: Steve Johnson)‏ (و. 1987  م) هو لاعب كرة قاعدة، من الولايات المتحدة، ولد في بالتيمور، ماريلاند، يلعب كمرسل الكرة ‏.

## روابط خارجية
- ستيف جونسون على موقع دوري كرة القاعدة الرئيسي (الإنجليزية)
- ستيف جونسون على موقعبيزبول رفرنس.كوم (الدوري الرئيسي) (الإنجليزية)
- ستيف جونسون على موقعبيزبول رفرنس.كوم (الدوري الثانوي) (الإنجليزية)
- ستيف جونسون على موقع إي إس بي إن.كوم (أم.أل.بي) (الإنجليزية)
- ستيف جونسون على موقع مشجعي الرسوم البيانية (الإنجليزية)